# Thermococcus
Genre
Thermococcus est un genre d'archées hyperthermophiles appartenant au phylum des Euryarchaeota.
Ce sont des micro-organismes en formes de coques, anaérobies stricts, chimio-organotrophes.
Ils sont principalement isolés au niveau des évents de cheminées hydrothermales des dorsales océaniques mais également de sources hydrothermales côtières ou terrestres.
Ce sont des espèces extrêmophiles, qui peuvent se développer dans une gamme de température comprise entre 77 et 97 °C.
Une souche de Thermococcus gammatolerans (photo en haut à droite de cette page), dite souche EJ3T formée de cocci mobiles s'est montré très tolérante à la radioactivité, à des températures de 55 à 95 °C (son optimum de croissance étant à 88 °C, dans une eau légèrement acide, de pH 6,0 à 20g/L de sel NaCl). C'était en 2003 l'archéobactérie la plus radiorésistante et hyperthermophile connue.

## Liste des espèces
- Thermococcus atlanticus
- Thermococcus gammatolerans
- Thermococcus marinus
- Thermococcus radiotolerans
- Thermococcus kodakarensis
- Thermococcus onnurineus
- Thermococcus radiotolerans
- Thermococcus sibiricus

## Liste d'espèces
Selon NCBI (3 janv. 2011) :
- Thermococcus acidaminovorans
- Thermococcus aegaeus
- Thermococcus aggregans
- Thermococcus alcaliphilus
- Thermococcus atlanticus
- Thermococcus barophilus
  - Thermococcus barophilus MP
- Thermococcus barossii
- Thermococcus celer
- Thermococcus celericrescens
- Thermococcus chitonophagus
- Thermococcus coalescens
- Thermococcus fumicolans
- Thermococcus gammatolerans
  - Thermococcus gammatolerans EJ3
- Thermococcus gorgonarius
- Thermococcus guaymasensis
- Thermococcus hydrothermalis
- Thermococcus kodakarensis
  - Thermococcus kodakarensis KOD1
- Thermococcus litoralis
  - Thermococcus litoralis DSM 5473
- Thermococcus marinus
- Thermococcus mexicalis
- Thermococcus nautilus
- Thermococcus onnurineus
  - Thermococcus onnurineus NA1
- Thermococcus pacificus
- Thermococcus peptonophilus
  - Thermococcus peptonophilus JCM 9653
- Thermococcus profundus
- Thermococcus radiotolerans
- Thermococcus sibiricus
  - Thermococcus sibiricus MM 739
- Thermococcus siculi
- Thermococcus stetteri
- Thermococcus thioreducens
- Thermococcus waimanguensis
- Thermococcus waiotapuensis
- Thermococcus zilligii